# Creoula
Le Creoula (ou UAM Creoula) est un quatre-mâts goélette appartenant au Portugal. Il s'agit d'un terre-neuvier de 1937 de 67 m de long, aujourd'hui navire-école de la marine portugaise.

## Caractéristiques
Le navire fait 67 m de long pour 9,9 m de large, avec un tirant d'eau de 4,1 m. Il présente quatre mâts portant les 11 voiles du navire (plus de 1300 m2 de surface). Les trois mâts arrières présentent une grande voile aurique unique sans flèche auquel s'ajoute une grande voile carrée sur le mât avant, 3 voiles d'étais de grande surface entre les 4 mâts et 3 focs imposants.

## Historique
Il a été construit en 62 jours de mars à mai 1937 par la Companhia União Fabril dans les chantiers navals de Lisbonne CUF (Estaleiros Navais de Lisboa).
C'est un terre-neuvier, qui a donc été conçu et qui a servi pour la pêche à la morue sur les bancs de Terre-Neuve au Canada ou au Groënland, exploité par la "Parceria Geral de Pescarias". Sa proue est renforcée pour lui permettre de pêcher dans les zones d'eau glacés. 
Le navire a accompli 37 campagnes de pêche avec un rendement parfois de 36 tonnes/jour. 
Quand il a été racheté en 1979 par le Secrétariat d'état à la pêche pour devenir un musée de la pêche, il est apparu durant les travaux de restauration que la coque était encore en excellent état. L'excellent état de la coque changea sa destiné, il sert désormais de navire-école à la marine portugaise et appartient au Ministère de la Défense portugais opéré par « Apoervela » (Associação Portuguesa de Treino de Vela).

## Navigation et manifestations
Il a participé, en France à :
- l'Armada de la liberté en 1994,
- l'Armada 2008 de Rouen,
- Brest 2016

## Galerie d'images
|  |  |
|  |  |
|  |  |